# Tirta Laga
Tirta Laga is een bestuurslaag in het regentschap Mesuji van de provincie Lampung, Indonesië. Tirta Laga telt 1869 inwoners (volkstelling 2010).